# شوانسنستات
شوانسنستات (به آلمانی: Schwanenstadt) یک شهر در اتریش است که در ناحیه وکلابروک واقع شده‌است. شوانسنستات ۲٫۵۸ کیلومتر مربع مساحت دارد ۳۸۹ متر بالاتر از سطح دریا واقع شده‌است.